# Ciro Alejandro Ramírez
Ciro Alejandro Ramírez Cortés (Moniquirá, Boyacá; 31 de octubre de 1984) es un político, empresario y abogado colombiano. Miembro del partido Centro Democrático, fue representante entre julio de 2014 y julio de 2018, y electo senador en dos periodos consecutivos desde julio de 2018. Fue capturado el 14 de diciembre de 2023 por orden de la Corte Suprema de Justicia dentro del caso de corrupción conocido como «Las Marionetas», para responder por los delitos de concierto para delinquir, cohecho, e interés indebido en la celebración de contratos. Fue dejado en libertad en mayo de 2025 por considerarse innecesaria su detención preventiva aunque continua imputado dentro del proceso.
Es hijo del político boyacense Ciro Ramírez Pinzón, que en el pasado fue el principal líder del Partido Conservador en Boyacá y en 2011 fue condenado por parapolítica.

## Carrera
Comenzó a desempeñarse laboralmente en el 2005 como Asistente Jurídico en Carulla Vivero S.A. En el 2006 incursionó en el sector público trabajando en Acción Social, como asesor jurídico en la unidad territorial de Bogotá. Posteriormente durante cuatro años laboró en el sector educativo como secretario general en la Fundación Politécnica CORPO, en este periodo también desarrolló actividades como asesor en el Congreso de la República, participando en la elaboración del proyecto de reforma al código minero.

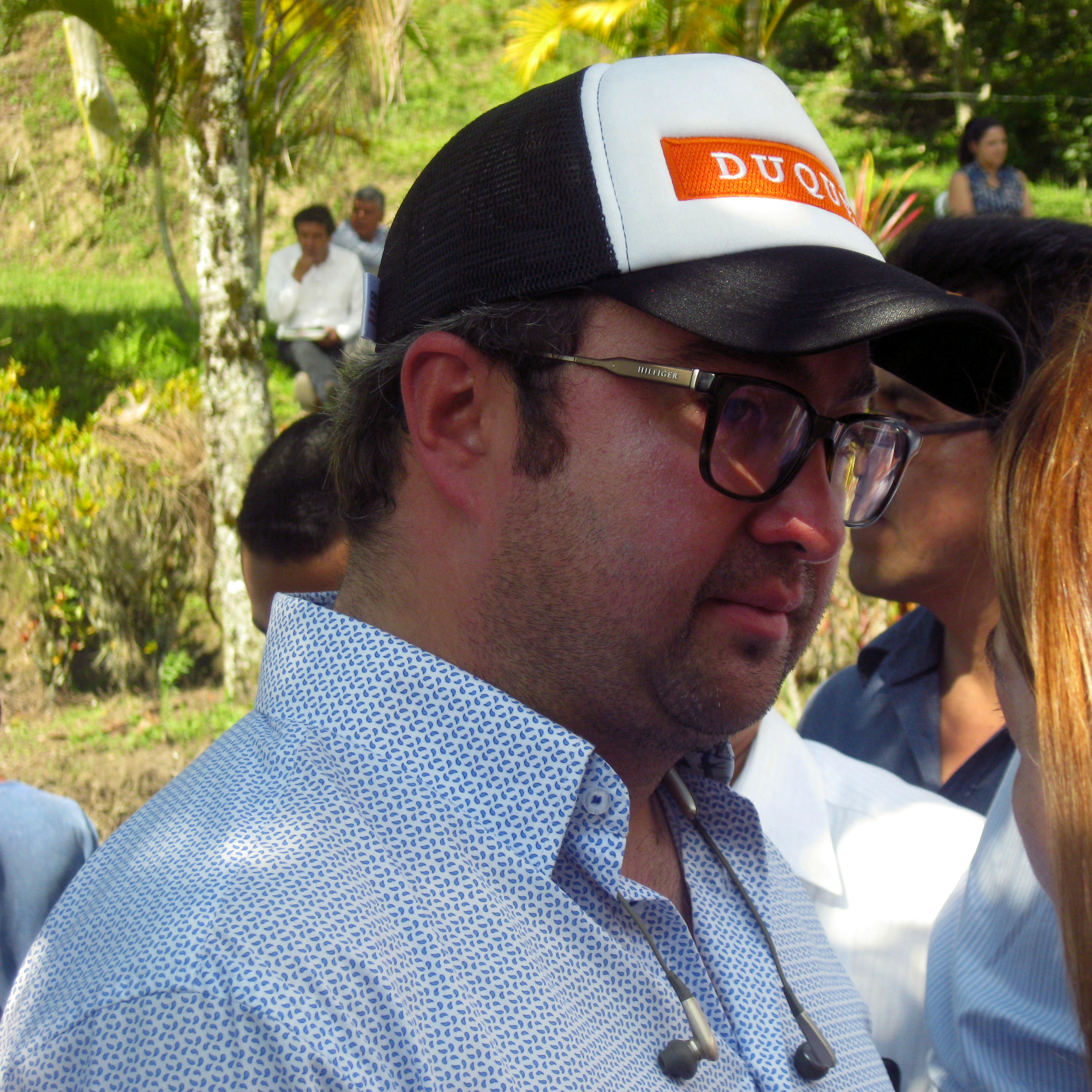
Ramírez en la campaña presidencial de Iván Duque.

Para el año 2013 conforma el grupo de políticos que fundan el Centro Democrático en torno a la figura de Álvaro Uribe Vélez, y el año 2014 se presenta como candidato a la Cámara de Representantes por esa colectividad en Boyacá, siendo elegido con 12.299 votos. Como Congresista para el periodo 2014-2018 se desempeña en la Comisión Tercera Constitucional de Hacienda y Crédito Público. Es considerado como la cara visible del Centro Democrático en Boyacá.
Como empresario ha fundado Kosbell S.A.S., representante de Revlon para Colombia.

## Oposición política

### Gobierno de Juan Manuel Santos
Ciro Alejandro Ramírez desde su cargo de Representante a la cámara ha realizado oposición al gobierno de Juan Manuel Santos, cuestionando entre otras actuaciones su manejo del Paro Camionero Nacional del año 2016, y la exclusión del departamento de Boyacá como sede de los Juegos Deportivos Nacionales de Colombia de 2019 que se realizaron en Cartagena de Indias en el departamento de Bolívar.

### Gobierno de Carlos Andrés Amaya
Fue el principal opositor a nivel departamental del mandato de Carlos Andrés Amaya, gobernador de Boyacá para el periodo 2016-2019, protagonizando múltiples discusiones públicas sobre los presupuestos y la administración departamentales.

### Partido Alianza Verde y Claudia López
Estas controversias se dan debido a las diferencias ideológicas, y al papel antagónico que tienen el partido de Ciro Alejandro, el Centro Democrático, y el del partido Alianza Verde, dirigido por la política bogotana Claudia López. Han sido muchas las discusiones públicas diversos temas, que tienen como eje central la corrupción.

## Caso «Las Marionetas»
En 2023, Pablo César Herrera, exgerente de Proyecta Quindío, señaló a Ciro Ramírez de recibir coimas, de sugerir contratistas y hace parte de la red de corrupción conocida como ‘las marionetas’ que desvió recursos públicos.
El 14 de diciembre de 2023, las autoridades procedieron a la captura de Ciro Ramírez. El senador del Centro Democrático "organizó y dirigió un entramado criminal" según la Corte Suprema de Justicia, y enfrentará cargos por presuntamente participar en los delitos de concierto para delinquir, cohecho propio e interés indebido en la celebración de contratos.
El 2 de mayo de 2025 la corte decidió revocar la medida de detención preventiva en su contra por considerarse que en dicha fecha no tenía la posibilidad de obstruir el proceso en su contra. Se reincorporó a su curúl y continúa vinculado en calidad de imputado dentro del proceso.

## Actividad Legislativa
Dentro de su actividad legislativa como representante a la cámara, impulso 67 proyectos de ley, la realización de 8 citaciones, y 19 ponencias de proyectos de ley que están siguiendo su trámite. Entre sus iniciativas destacan:
- Proyecto de Ley 113 de 2017: Por medio del cual se generan incentivos a la producción y comercialización de panela, mieles paneleras y sus derivados y se dictan otras disposiciones.[28][29]
- Proyecto de Ley 84 de 2017: Por medio de la cual se dictan normas catastrales e impuestos sobre la propiedad raíz y se dictan otras disposiciones de carácter tributario territorial.[30][31]
- Proyecto de Ley 83 de 2017: Por medio del cual se fortalecen las condiciones de sostenibilidad de precios en la producción alternativa de ensilaje derivado del procesamiento de caña panelera y maíz.[32][33]
- Proyecto de Ley 82 de 2017: Por medio del cual se fomenta la economía del conocimiento y la innovación en los procesos de intercambio científico entre instituciones de educación superior profesional, técnica y tecnológica del país.[34][35]